# La Liberté (Suíça)
Liberté é um jornal suíço de língua francesa, fundado em 1871 por Canon Joseph Schorderet e publicado em Fribourgo.

## Descrição
Liberty é um jornal católico-conservador desde a sua fundação por Canon Joseph Schorderet, em 1871. O jornal é libertado de qualquer supervisão política sob a direção de François Gross desde 1970.
Sua circulação é de aproximadamente quarenta mil cópias e possui 110 mil leitores em 2012.
Impresso em Friburgo por mais de cem anos, o grupo St-Paul transfere do cantão a impressão do jornal, bem como La Gruyère, o Messenger e o Diário Oficial da 101 de janeiro de 2015, resultando na perda de vários empregos.
Em 15 de junho de 2016, La Liberté mudou sua identidade visual após uma campanha publicitária que mostrava o slogan "Mais bonito do que antes".

## Personalidades relacionadas àLa Liberté

### Redação
Seus editores são sucessivamente:
- Mamert Soussens, 1871-1903
- Pius Philipona, 1903
- Emile Bise, 1904-1906
- Jean Quartenoud, 1906-1938
- Albert Dessonnaz, 1938-1945
- Roger Pochon, 1951-1970
- François Gross, 1970-1990[2]
- José Ribeaud, 1990-1996
- Roger de Diesbach, 1996-2004
- Louis Ruffieux, 2004-2015[7]
- Serge Gumy, 2015

### Direção
Os diretores foram:
- Hubert Savoy, 1939-1941
- François Charrière, 1941-1945 (bispo de Lausana, Genebra e Friburgo posteriormente)
- Abade Louis Grillet, 1945-1950
- Roger Pochon, 1951-1970

### Ex-colaboradores
- Christian Campiche (2000-2007)
- Oskar Leimgruber
- Pierre-Yves Massot (2000-2003)